# Orval (Manche)
Orval és un municipi francès situat al departament de la Manche i a la regió de Normandia. L'any 2007 tenia 893 habitants.

## Demografia

### Població
El 2007 la població de fet d'Orval era de 893 persones. Hi havia 362 famílies de les quals 98 eren unipersonals (61 homes vivint sols i 37 dones vivint soles), 126 parelles sense fills, 114 parelles amb fills i 24 famílies monoparentals amb fills.
La població ha evolucionat segons el següent gràfic:
Habitants censats

### Habitatges
El 2007 hi havia 413 habitatges, 369 eren l'habitatge principal de la família, 33 eren segones residències i 10 estaven desocupats. 397 eren cases i 14 eren apartaments. Dels 369 habitatges principals, 303 estaven ocupats pels seus propietaris, 60 estaven llogats i ocupats pels llogaters i 6 estaven cedits a títol gratuït; 21 tenien dues cambres, 30 en tenien tres, 91 en tenien quatre i 228 en tenien cinc o més. 326 habitatges disposaven pel capbaix d'una plaça de pàrquing. A 146 habitatges hi havia un automòbil i a 196 n'hi havia dos o més.

### Piràmide de població
La piràmide de població per edats i sexe el 2009 era:
| Homes | Edats   | Dones |
| ----- | ------- | ----- |
| 0     | 95 o +  | 0     |
| 0     | 90 a 94 | 0     |
| 4     | 85 a 89 | 4     |
| 0     | 80 a 84 | 8     |
| 16    | 75 a 79 | 8     |
| 12    | 70 a 74 | 28    |
| 24    | 65 a 69 | 16    |
| 16    | 60 a 64 | 16    |
| 12    | 55 a 59 | 24    |
| 48    | 50 a 54 | 24    |
| 32    | 45 a 49 | 40    |
| 24    | 40 a 44 | 24    |
| 36    | 35 a 39 | 32    |
| 16    | 30 a 34 | 24    |
| 32    | 25 a 29 | 32    |
| 16    | 20 a 24 | 24    |
| 32    | 15 a 19 | 32    |
| 24    | 10 a 14 | 44    |
| 8     | 5 a 9   | 20    |
| 32    | 0 a 4   | 16    |

## Economia
El 2007 la població en edat de treballar era de 579 persones, 426 eren actives i 153 eren inactives. De les 426 persones actives 404 estaven ocupades (207 homes i 197 dones) i 22 estaven aturades (16 homes i 6 dones). De les 153 persones inactives 56 estaven jubilades, 52 estaven estudiant i 45 estaven classificades com a «altres inactius».

### Ingressos
El 2009 a Orval hi havia 366 unitats fiscals que integraven 941 persones, la mediana anual d'ingressos fiscals per persona era de 16.899 €.

### Activitats econòmiques
Dels 35 establiments que hi havia el 2007, 1 era d'una empresa extractiva, 1 d'una empresa de fabricació de material elèctric, 1 d'una empresa de fabricació d'elements pel transport, 2 d'empreses de fabricació d'altres productes industrials, 10 d'empreses de construcció, 5 d'empreses de comerç i reparació d'automòbils, 3 d'empreses de transport, 1 d'una empresa d'informació i comunicació, 1 d'una empresa financera, 1 d'una empresa immobiliària, 4 d'empreses de serveis, 1 d'una entitat de l'administració pública i 4 d'empreses classificades com a «altres activitats de serveis».
Dels 12 establiments de servei als particulars que hi havia el 2009, 2 eren tallers de reparació d'automòbils i de material agrícola, 2 paletes, 1 guixaire pintor, 1 fusteria, 4 lampisteries, 1 electricista i 1 perruqueria.
L'únic establiment comercial que hi havia el 2009 era una botiga de roba.
L'any 2000 a Orval hi havia 29 explotacions agrícoles que ocupaven un total de 1.008 hectàrees.

## Equipaments sanitaris i escolars
El 2009 hi havia una escola elemental.

## Poblacions més properes
El següent diagrama mostra les poblacions més properes.